# Ottessa Moshfegh
Ottessa Charlotte Moshfegh, född 20 maj 1981 i  Boston, Massachusetts, är en amerikansk författare. Moshfegh har föräldrar från Kroatien respektive Iran, båda är musiker. Moshfegh har en BA från Barnard College och en MFA från Brown University, därefter studerade hon kreativt skrivande vid Stanford University i två år.